# Грб Узбекистана
Грб Узбекистана је званични хералдички симбол Републике Узбекистан. Тренутни грб је усвојен 2. јула 1992. године и сличан је претходном грбу који је имала Узбечка ССР.
Срп и чекић замењени су птицом Кумо, симболом среће и љубави према слободи. Петокрака звезда замењена је плавим полумесецом и звездом.